# Літопис Самовидця

Літопис Самовидця (Київ: Наукова думка, 1971). Видання підготував кандидат філологічних наук Дзира Ярослав Іванович

Літо́пис Самови́дця — козацький літопис староукраїнською мовою, одне з фундаментальних джерел з історії Східної Європи XVII століття, зокрема періоду Хмельниччини і Руїни в Україні, самобутня й оригінальна пам'ятка української мови та літератури. Написана очевидцем подій, вихідцем із старшини Війська Запорізького.

## Короткі відомості
Літопис Самовидця складається зі вступу, який оповідає про стан України перед Хмельниччиною, та двох головних частин:
- перша присвячена часам Хмельниччини й Руїни (до 1676 включно) й написана, правдоподібно, значно пізніше описуваних подій;
- друга — доведена до 1702 включно, становить Літопис у стислому розумінні цього слова, написаний на Лівобережжі, найповніше (з уваги на локальні новини) у Стародубі.

Літопис Самовидця писаний доброю українською мовою того часу, близькою до народної. Автор літопису документально не відомий, належав до козацької старшини й посідав якийсь час видатне становище в українському уряді. Дослідники віддавна намагалися встановити його ім'я. Це стало можливе після праць Вадима Модзалевського про Романа Ракушку-Романовського. У 1920-их pp. низка авторів (Віктор Романовський; Олександр Оглоблин і особливо Микола Петровський) незалежно один від одного, на підставі аналізу автобіографічного матеріалу в Літописі, дійшли висновку (втім, вперше висловленого ще в 1846 істориком-аматором Д. Сєрдюковим), що автором Літопису Самовидця найвірогідніше був Роман Ракушка-Романовський, генеральний підскарбій за Івана Брюховецького, а в останні десятиліття свого життя — священик у Стародубі. Ця думка була прийнята більшістю істориків (Дмитро Багалій, Михайло Грушевський, Дмитро Дорошенко, Іван Крип'якевич та інші й зокрема новітня історіографія), але деякі автори називали інших кандидатів на авторство: Іван Биховець, військовий канцелярист (Л. Окіншевич), Федір Кандиба, полковник корсунський (М. Андрусяк, Михайло Возняк) та ін.
Оригінал Літопису не дійшов до нас. Збереглося кілька копій, зроблених у XVIII столітті або й пізніше. Найдавніші й найповніші — це списки Г. Іскрицького (перша половина XVIII ст.) й Якова Козельського (друга пол. XVIII ст.), які й покладено в основу наукових публікацій цієї пам'ятки. Вперше, діставши його від Пантелеймона Куліша (від нього й назва Літопису Самовидця), опублікував Літопис Осип Бодянський (1846) в "Чтениях Московского общества истрории древностей"; більш науково підготоване видання Київської Археографічної Комісії за редакцією і вступною статтею Ореста Левицького (1878) за списком Я. Козельського ("Летопись Самовидца по новооткрытым спискам с приложением трех малороссийских хроник: Хмельницкой, 'Краткого описания Малороссии' и ''Собрания исторического ", К., 1878), перевидане Інститутом історії АН УРСР (1971, Дзира Я. за списками П. Іскрицького, Я. Козельського та М. Судієнка ) і «Harvard Series in Ukrainian Studies» (1972).
Тепер відомо 7 списків, з яких 4 зберігаєтся у відділі рукописів ЦНБ АН України ім. В. І. Вернадського і по одному -  в рукописних відділах Перебург. Публ. б-ки ім М. Є. Салтикова-Шедрина, Харків. наук. б-ки ім В.Г. Короленка і Черніг. істор. музею.